# Land Rover Freelander II
 (septembre 2010).
Si vous disposez d'ouvrages ou d'articles de référence ou si vous connaissez des sites web de qualité traitant du thème abordé ici, merci de compléter l'article en donnant les références utiles à sa vérifiabilité et en les liant à la section « Notes et références ».
Le Land Rover Freelander II (ou LR2) est un véhicule de type SUV du constructeur automobile britannique Land Rover, lancé en décembre 2006 après sa présentation au salon de l'automobile de Los Angeles. Maintenant construit sur la plate-forme EUCD de Ford, celui-ci succède à la première génération de Freelander qui a été introduite en 1997 en tant que premier SUV de la marque. Il est restylé en 2010, et en 2012 .

## Changements

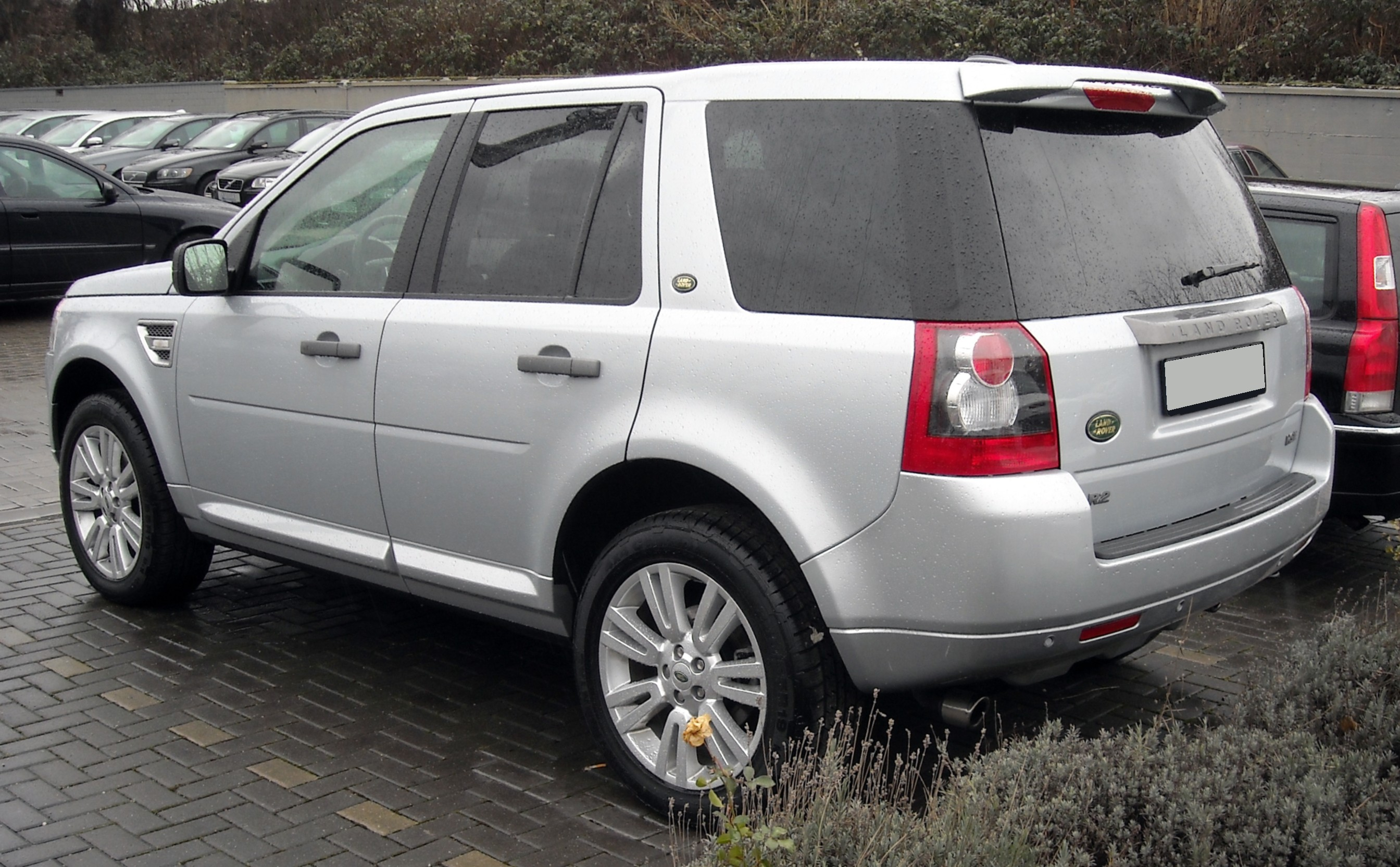
Vue arrière d'un Land Rover Freelander II

L'intérieur du véhicule a beaucoup changé : le tableau de bord est mieux étudié et construit avec des matériaux plus confortables et esthétiques. Les passagers arrière ont plus de place pour les jambes et Land Rover ne les a pas oubliés avec deux prises casques sur la console arrière permettant de choisir les pistes sur le lecteur CD. L'aide électronique a été améliorée avec par exemple l'installation d'une nouvelle fonction baptisée Terrain Response qui permet de régler le moteur, les suspensions et le différentiel en fonction de la nature du terrain (neige, boue, sable, etc.). Il possède toujours le HDC (Hill Descent Control) qui optimise le freinage lors d'un descente raide. Le coffre est passé de 530 à 755 litres de chargement dans la nouvelle version.

### Motorisations
Celles-ci ont été modifiées et améliorées dans les moteurs diesel et essence par rapport à l'ancienne version:
Du côté du diesel, un nouveau 4 cylindres, toujours appelé Td4, a été conçu en coopération avec Ford pour une puissance portée à 160 ch et une consommation variant de 6,2 à 9 l/100km. Cette motorisation est dotée d'une conception lui permettant de ne rejeter que 190g de CO2/km, de manière à respecter les normes en vigueur de rejet de CO2.
De l'autre côté, il y a le i6 à 6 cylindres essence. Celui-ci a été conçu par Volvo et il est aussi utilisé dans le Volvo XC90 de la marque. La puissance est cette fois-ci de 233 ch pour une consommation moyenne de 12 l/100km.
Il est possible que Land Rover propose une troisième motorisation à environ 285 ch aussi conçue par Volvo; celui-ci serait utilisé pour la version Sport du Freelander II.      
On parle aussi de la version "Start & Stop" du Freelander II qui fait passer les rejets CO2 de 194 g/km à 179 g/km soit 7 % en moins. Cette déclinaison était alors lancée en septembre 2008 au Mondial de l'automobile de Paris.

### Sécurité
D'après les tests Euro NCAP, le Freelander II a reçu 5/5 étoiles pour la sécurité des passagers et 4/5 étoiles en sécurité passagers enfants.